# Горюнов Василь Євстахійович
Василь Євстахійович Горюнов (1876, тепер Російська Федерація — ?) — радянський діяч. Член ВЦВК. Член Центральної контрольної комісії ВКП(б) у 1925—1927 роках. 

## Життєпис
Працював шахтарем Кізеловської шахти на Уралі.
Учасник першої російської революції 1905—1907 років. За революційну діяльність декілька разів був заарештований.
Брав участь у Жовтневому перевороті на Уралі.
Член РКП(б) з серпня 1918 року.
На 1924—1927 роки — шахтар Кізеловської шахти міста Кізел Уральської області (тепер — Пермського краю), член Уральської окружної контрольної комісії.
Подальша доля невідома.